# TFF Segunda División
La TFF Segunda División es la tercera liga de fútbol más importante de Turquía y es organizada por la Federación de Fútbol de Turquía.

## Historia
Fue creada en el año 2001 con el nombre Turkish Second League Category B como sucesora de la Segunda División de Turquía.
En la temporada 2005/06 cambió su nombre a Lig B y desde la temporada 2007/08 cambió a su nombre actual, el cual cambia a veces por razones de patrocinio, la cual por el patrocinio se llama desde la temporada 2011/12 Spor-Toto Second League.
Generalmente compiten 36 equipos divididos en 2 grupos de 18 equipos cada uno, pero debido al retiro de dos equipos, la temporada 2022/23 se jugó con 34. En sus inicios la liga se jugaba con tres grupos divididos geográficamente y era 55 equipos los participantes.

## Equipos 2024/25
| - 24 Erzincanspor - Adana 01 FK - Afjet Afyonspor - Altay Spor Kulübü - Altınordu - Ankaraspor - Batman Petrolspor - Beykoz Anadolu Spor - Fethiyespor - İnegölspor - İskenderunspor - Isparta 32 Spor - Karaköprü Belediyesispor - Kastamonuspor 1966 - Kepez Belediyespor - Kirklarelispor - Sarıyer - Trabzon FK | - 68 Aksarayspor - Ankara Demirspor - Arnavutköy Belediyespor - Belediye Derincespor - Beyoğlu Yeni Çarşı S.F. - Bucaspor 1928 - Diyarbekirspor - Elazığspor - Erbaaspor - Giresunspor - Karacabey Belediyespor - Karaman FK - Menemen Belediyespor - Nazilli Belediyespor - Serik Belediyespor - Somaspor - Vanspor FK - Yeni Mersin İdmanyurdu |

## Lista de Campeones

### Sistema Regional de Grupos
| Temporada | Grupo A          | Grupo B          | Grupo C                           |
| --------- | ---------------- | ---------------- | --------------------------------- |
| 2002–03   | Karşıyaka        | Türk Telekomspor | Kayseri Erciyesspor               |
| 2003–04   | Fatih Karagümrük | Sarıyer          | Mardinspor                        |
| 2004–05   | Uşakspor         | Orduspor         | Gaziantep Büyükşehir Belediyespor |

### Sistema de Clasificación de Grupos
| Temporada | Campeón               | Finalista            | Ganador de Play-off     |
| --------- | --------------------- | -------------------- | ----------------------- |
| 2001–02   | Manisaspor            | Mersin İdman Yurdu   | Adana Demirspor         |
| 2005–06   | Kasımpaşa             | Gençlerbirliği OFTAŞ | Eskişehirspor           |
| 2006–07   | Boluspor              | Kartalspor           | Giresunspor             |
| 2007–08   | Adanaspor             | Kardemir Karabükspor | Güngören Belediyespor   |
| 2008–09   | Bucaspor              | Mersin İdman Yurdu   | Çanakkale Dardanelspor  |
| 2009–10   | Güngören Belediyespor | Akhisar Belediyespor | TKİ Tavşanlı Linyitspor |

### Sistema de Grupos Rojo y Blanco
| Temporada | Grupo Rojo           | Grupo Blanco     | Ganador del Playoff |
| --------- | -------------------- | ---------------- | ------------------- |
| 2010–11   | Elazığspor           | Göztepe          | Sakaryaspor         |
| 2011–12   | 1461 Trabzon         | Şanlıurfaspor    | Adana Demirspor     |
| 2012–13   | Kahramanmaraşspor    | Balıkesirspor    | Fethiyespor         |
| 2013–14   | Altinordu            | Giresunspor      | n/a                 |
| 2014–15   | Göztepe              | Yeni Malatyaspor | 1461 Trabzon        |
| 2015–16   | Ümraniyespor         | Manisaspor       | Bandırmaspor        |
| 2016–17   | MKE Ankaragücü       | İstanbulspor     | BB Erzurumspor      |
| 2017–18   | Hatayspor            | Altay            | Afjet Afyonspor     |
| 2018–19   | Menemen Belediyespor | Keçiörengücü     | Fatih Karagümrük    |
| 2019–20   | Bandırmaspor         | Samsunspor       | Tuzlaspor           |
| 2020–21   | Eyüpspor             | Manisa           | Kocaelispor         |
| 2021–22   | Sakaryaspor          | Pendikspor       | Bodrumspor          |
| 2022–23   | Kocaelispor          | Çorum FK         | Şanlıurfaspor       |
| 2023–24   | Amedspor             | Erokspor         | Iğdır FK            |
| 2024–25   |                      |                  |                     |

- Fuente:[1]